# شبکه تحویل محتوا

شبکه توزیع محتوا

شبکه توزیع محتوا (به انگلیسی: Content Delivery Network) که به اختصار CDN نیز خوانده می‌شود، طبق تعریف اتحادیه بین‌المللی مخابرات به هر گونه شبکه‌ای که برای تحویل محتوای دیجیتالی بهینه‌سازی شده باشد شبکه تحویل محتوا می‌گویند. معمولاً شبکه‌های تحویل محتوا دارای سرورهایی است که در نقاط مختلف مستقر هستند و به صورت جغرافیایی توزیع شده‌اند. برخی شبکه‌های تحویل محتوا بسیار بزرگ هستند و به وبگاه‌های زیادی خدمت عرضه می‌کنند مانند آمازون، آکامی و کلودفلر برخی دیگر از شبکه‌های تحویل محتوا هم بسیار بزرگ هستند اما فقط برای مصرف یک مجموعه وبگاه توسعه پیدا کرده‌اند مانند شبکه تحویل محتوای گوگل. برخی شبکه‌های تحویل محتوا هم بر یک کشور خاص متمرکز هستند مانند چاینا کش در چین، گاهی به خادم‌های ذخیره‌سازی موقتی اپراتورهای دسترسی اینترنتی هم شبکه تحویل محتوا می‌گویند اما شبکه‌های تحویل محتوای تجاری بر اساس قرار داد با صاحب خدمات وبگاه و با دسترسی به خادم نام به اطلاعات وبگاه دسترسی دارند. شبکه تحویل محتوا با استفاده از خادم‌های توزیع شده توجه به موقعیت جغرافیایی کاربر از طریق نزدیک‌ترین سرور به کاربر محتوا را ارائه می‌دهد. این سرویس در افزایش سرعت تحویل محتوا و پهنای باند در وب سایت‌های با ترافیک بالا و وب سایت‌های جهانی مانند گوگل، یاهو، فیس بوک و … بسیار اثرگذار است.

## مزایا
CDN به هاست قدرت سرورهای چندگانه را می‌دهد و می‌توان مزیت‌های استفاده از این روش را به صورت زیر فهرست نمود.
1. افزایش سرعت بارگذاری و نمایش صفحات وب در سیستم بازدید کنندگان
2. افزایش امنیت سایت‌ها (بیشتر ارتباط‌ها به صورت غیر مستقیم و محافظت دو چندان هستند) از طریق مسدود کردن دسترسی ربات‌های اسپمر و تهدید کننده به سایت
3. افزایش مقدار پهنای باند (برای مثال اگر سرور شما ۱۰ گیگابایت پهنای باند به شما ارائه می‌کند وقتی شما از یک CDN که دارای ۱۰ node است استفاده می‌کنید در حقیقت شما ۱۰ * ۱۰ گیگابایت به پهنای باند خود افزوده‌اید.
4. هزینه بسیار پایین (دلیل این مزیت توانایی استفاده اشتراکی چندین نفر از سرورها است)
5. نصب آسان
6. افزایش سرعت بارگذاری و نتایج مثبت در رتبه سایت شما در موتورهای جستجوگر.
7. افزایش پایداری سرور به دلیل Load balancing و تقسیم ترافیک.[۳][۴]

## مکانیسم

#### برای درک بهتر نحوه عملکرد شبکه توزیع محتوا CDN بهتر است با چند اصطلاح آشنا شوید
- ORIGIN SERVER: عبارت است از سرور اصلی یا هاست اصلی سایت شما. معمولاً در هنگام خرید هاست یا سرور برای سایت خود موقعیت سرور خود را می‌توانید انتخاب کنید.
- EDGE Server: همان‌طور که گفتیم CDN شبکه‌ای متصل از سرورهای مختلف است. Edge Server یا سرور لبه در واقع سروری است که نزدیکترین موقعیت را به کاربر دارد و وظیفه ارسال اطلاعات سایت به کاربر را به عهده می‌گیرد.
- POP (Points of Presence): به معنی نقاط حضور است و بیانگر گروهی از سرورهای لبه در یک موقعیت مکانی است. با افزایش کاربران در یک موقعیت مکانی نیاز به افزایش سرورهای لبه در نقطه حضور مربوط است. مجموعه کل POPها یک شبکه توزیع محتوا را می‌سازد.

CDNها از شبکه‌ای از سرورها تشکیل شده‌اند که به آن‌ها نقاط حضور یا به‌طور اختصاری POP گفته می‌شود. هر یک از این سرورها در مکان‌های پر جمعیت جهان قرار دارند. هنگامی‌که یک کاربر از طریق یک CDN یک وب‌سایت یا برنامه را درخواست می‌نماید، آن‌ها به نزدیک‌ترین سرور لبه متصل می‌شوند که باعث بارگذاری سریعتر سایت می‌شود.

## ماهیت
شرکت‌های بزرگ اینترنتی برای کنترل ترافیک سایت و سرویس‌های اینترنتی خود از چندین سرور در نقاط مختلف جهان برای ذخیره‌سازی و تحویل اطلاعات و امکانات خود در سراسر جهان استفاده می‌کنند. این امر باعث می‌شود که کاربران مختلف در سراسر جهان در هنگام استفاده از سرویس‌های آن‌ها هیچگونه تفاوتی را حس نکنند و همگی با بالاترین سرعت ممکن از نزدیک‌ترین سرور شرکت مورد بحث استفاده کنند. این امکان بسیاری از مزایای دیگر مانند امنیت، همیشه در دسترس بودن، پخش صحیح فشار بر روی چندین سرور و … را به همراه دارد.
اینجاست که تکنولوژی CDN بسیار کارآمد می‌شود و می‌تواند به تمامی شرکت‌های کوچک و وب‌مسترهای سایت‌های خصوصی قدرت شرکت‌های بزرگ را بدهد. این سرویس از روی اطلاعات قابل دانلود شدن سایت شما (مانند فایل کدهای CSS، فایل کدهای جاوااسکریپت، فایل‌های مولتی مدیا و …) یک نسخه کپی بر روی nodes یا سرورهای مختلف خود که در سراسر جهان دارد تهیه می‌کند و می‌توانند به صورت اشتراکی به بسیاری از سایت‌ها سرویس دهند. در این حالت وقتی کاربری با مرورگر خود می‌خواهد سایت شما را مشاهده کند اطلاعات از نزدیک‌ترین سرور موجود به آن کاربر به او ارسال می‌شود و این چون این اطلاعات قبلاً ثبت (Cache) شده‌اند و نیاز به پروسه خاصی نیست سرعت تبادل اطلاعات تغییر چشم‌گیری می‌کند و …
زمانیکه شما یک سیستم CDN را فعال می‌کنید تأثیر آن به صورت زیر خواهد بود:
۱- شبکه توزیع محتوا یا همان CDN تمامی سرورهای شبکه جهانی اینترنت را پوشش می‌دهد؛ بنابراین زمانی‌که شما این سیستم را برای سایت خود فعال می‌کنید اطلاعات شما بر روی تمامی این سرورها کپی و ذخیره می‌شود و زمانی‌که یک بازدیدکننده به سایت یا وبلاگ شما وارد می‌شود محتوای سایت شامل تصاویر و متون را از نزدیک‌ترین سرور نزدیک به خود دریافت می‌کند و مستقیماً به هاست یا سرور شما متصل نمی‌شود. این کار موجب بهبودی چشمگیر در عملکرد و سرعت سایت شما خواهد شد.
2- CDN تمام اطلاعات ثابت شما مانند تصاویر، کدهای CSS و javascript, mp3، pdf و فایلهای ویدئویی شما را پشتیبانی می‌کند و تنها اطلاعاتی که قابل تغییر و بروزرسانی هستند مانند متون و کدهای HTML از سرور اصلی شما فراخوان می‌شوند. با این کار مصرف پهنای باند هاست شما کاهش یافته و هزینه‌ای که سالانه برای آن می‌پردازید کاهش چشمگیری خواهد داشت.
۳- تفاوت سرعت و عملکرد برای خودتان یا افرادی که در نزدیکی سرور اصلی شما هستند تفاوت زیادی نخواهد داشت ولی برای کسانی که ار نقاط مختلف جهان به سایت شما وارد می‌شوند این افزایش سرعت ناشی از CDN کاملاً محسوس خواهد بود، با توجه به اینکه سایتهای ایرانی معمولاً سرور و هاست خود را از خارج و کشورهایی مانند آلمان و آمریکا تهیه می‌کنند و عموم بازدیدکنندگان از داخل کشور هستند استفاده از CDN می‌تواند بسیار مؤثر باشد. برای تعیین تأثیر CDN بر سرعت سایت می‌توانید عملکرد خود را با ابزارهایی مانند Pingdom و GTmetrix بعد و قبل از فعال‌سازی CDN بررسی و مقایسه کنید.

## سرویس‌دهنده‌ها
بسیاری از سرویس دهنده‌ها و شرکت‌های مختلف هم‌اکنون می‌توانند این امکان را برای شما نیز فراهم کنند. معروف‌ترین شرکت ارائه دهنده این نوع خدمات در دنیا شرکت کلودفلر است که شما می‌توانید پلن ابتدایی آن را به‌صورت رایگان داشته باشید هر چند که این پلن نمی‌تواند تمامی قابلیت‌های اصلی کلودفلر را برای شما فراهم کند و شما برای استفاده از آنها باید به سراغ پلن‌های پولی این شرکت بروید. شرکت‌های دیگری نیز در این زمینه وجود دارند که با فاصله زیادی نسبت به کلودفلر قرار گرفته‌اند، مانند Amazon CloudFront, Fastly, Sucuri, Akamai, Imperva, Variti و همچنین ابرآروان که نمونه ایرانی است که توانسته جایگاه خوبی را در لیست بزرگ‌ترین CDNهای دنیا از آن خود کند.